# Psaliodes damophila
Psaliodes damophila är en fjärilsart som beskrevs av Druce 1893. Psaliodes damophila ingår i släktet Psaliodes och familjen mätare. Inga underarter finns listade i Catalogue of Life.